# Флаг Алексеевского района (Татарстан)
Флаг Алексе́евского района — официальный символ Алексеевского муниципального района Республики Татарстан Российской Федерации.
Флаг утверждён 10 мая 2006 года и внесён в Государственный геральдический регистр Российской Федерации с присвоением регистрационного номера 2314.
Флаг составлен на основании герба Алексеевского муниципального района по правилам и соответствующим традициям геральдики, и отражает исторические, культурные, социально-экономические, национальные и иные местные традиции.

## Описание
«Флаг Алексеевского муниципального района представляет собой прямоугольное белое полотнище с отношением ширины к длине 2:3, несущее у нижнего края зелёную полосу в 1/5 ширины полотнища; посередине полотнища воспроизведены фигуры герба района: фиолетовая с жёлтыми деталями фигура лося, а под лосем — жёлтое изображение сломанной ели; изображения лося и ели пресекают границу зелёной полосы».

## Обоснование символики
Флаг разработан с учётом герба района, в основе которого использован полковой герб Билярского ландмилицкого полка, утверждённый 8 (19) апреля 1747 года, описание которого гласит:

В белом поле, на зелёной земле, скачущий лось и переломленная ель.

На территории района располагался один из древнейших городов Волжской Болгарии, второй после города Болгар военно-политический центр страны — Биляр, названный в летописях XII столетия «Великим городом». В знак этого на флаге помещено изображение пурпурного лося. Пурпур — символ власти, благородства, величия, славы. Лось — символ свободы, независимости и достоинства.
Переломленная ель (засека) символизирует нахождение на территории современного района в XVII столетии Закамской засечной черты, в которую входило село Билярск, основанное в 1654 году, как крепость.
Жёлтый цвет (золото) — символ урожая, богатства, стабильности и уважения.
Белый цвет (серебро) — символ чистоты, совершенства, мира и благополучия.
Зелёный цвет — символ природы, здоровья, экологии, жизненного роста.